# Kevin Eastman
Kevin Eastman   (Portland, 30 de maig de 1962) és un escriptor i artista nord-americà de còmics més conegut per haver co-creat Les Tortugues Ninja amb Peter Laird. Eastman també va ser anteriorment l'editor i editor de la revista Heavy Metal.

## Biografia
Eastman va néixer a Portland, Maine. Va assistir a la Westbrook High School a Westbrook, Maine, amb l'il·lustrador de còmics Steve Lavigne. Va créixer sent un fan de còmics, amb Jack Kirby com el seu ídol amb Kamandi com el seu títol preferit.
El 1983, va treballar en un restaurant mentre buscava editorials per als seus còmics. Va conèixer una cambrera que assistia a la Universitat de Massachusetts Amherst i la va seguir a Northampton. Mentre buscava un diari clandestí local per publicar el seu treball, va començar una relació professional amb Peter Laird, que treballava a prop de Dover, New Hampshire, i tots dos van col·laborar durant un breu temps en diversos projectes de còmics.
El maig de 1984, Eastman i Laird van publicar el primer número en blanc i negre de Les tortugues ninja. El còmic de grans dimensions de quaranta pàgines va tenir una tirada inicial de 3.275 còpies i va ser finançat en gran part per un préstec de 1.000 dòlars de l'oncle d'Eastman, Quentin. Va ser publicat per Mirage Studios, un nom escollit perquè com diu Eastman, "no hi havia un estudi real, només taules de cuina i sofàs amb taules de falda." El setembre de 1985, el seu primer número havia rebut tres impressions addicionals.

## Les tortugues ninja
L'experiència dels diaris els va portar a crear un dossier de premsa de quatre pàgines, que incloïa un esquema de la història i un artwork. Van enviar el dossier de premsa a 180 emissores de televisió i ràdio, així com a Associated Press i United Press International. Això va conduir a una àmplia cobertura de premsa tant de les Tortugues Ninja Mutant Adolescents com dels mateixos Estudis Mirage, va crear una demanda pel còmic. Amb el seu segon número, el còmic d'Eastman i Laird va començar un ràpid èxit, amb comandes anticipades de 15.000 còpies, cinc vegades la tirada inicial del primer número. Això els va fer guanyar un benefici de 2.000 dòlars cadascun i els va permetre convertir-se en creadors de còmics a temps complet.
El fenomen de les Tortugues va veure el duet convidat a la seva primera convenció de còmics a la desena edició anual d'Atlanta Fantasy Fair l'any 1984, on es van barrejar amb celebritats de fandoms notables com Larry Niven, Forrest J Ackerman i Fred Hembeck.

## Altres obres
A part del seu treball en múltiples projectes de Les tortuges ninja, i com a editor de Tundra Publishing, Eastman va crear Fistful of Blood, una novel·la gràfica en blanc i negre amb una barreja d'influències de l'Spaghetti Western i el terror. El llibre presentava art de Simon Bisley i va ser publicat per Heavy Metal.
Ha actuat en un petit nombre de pel·lícules, com ara Guns of El Chupacabra de 1997 i The Rock n' Roll Cops de 2003. També va tenir un paper secundari a la pel·lícula de Troma del 2004 Tales from the Crapper. Abans d'això, va tenir un cameo a la seqüela del 2000 de The Toxic Avenger anomenada Citizen Toxie: The Toxic Avenger IV i va tenir un petit paper a la primera pel·lícula de Les Tortugues Ninja com a recol·lector d'escombraries. També va escriure un episodi de la sèrie d'animació infantil Corn & Peg.
Va ser objecte d'una entrevista a les pel·lícules documentals Independents i Turtle Power: The Definitive History of the Teenage Mutant Ninja Turtles.
A principis dels anys 2000, va rebre l'encàrrec de crear obres d'art per a la bateria utilitzada pel baterista de System of a Down John Dolmayan, un àvid col·leccionista i venedor de còmics. Dolmayan va encarregar a Eastman per il·lustrar les tortugues ninja en un tambor, mentre que l'art d'altres tambors del kit, que representava altres personatges i escenes, va ser produït per Simon Bisley, Tim Vigil i Arthur Adams.

## Col·lecció d'originals de còmic
Eastman va comprar la seva primera obra d'originals de còmic ("un parell de pàgines que van ser dibuixades a llapis per Michael Golden i entintades per Bob McLeod per a Howard the Duck de Marvel Comics") a l'Atlanta Fantasy Fair, la convenció a la qual ell i Laird van assistir el 1984. Posteriorment, el col·leccionisme es va convertir en "tota una addicció" per a ell, i combinat amb les seves experiències en aconseguir que la seva obra de còmics i la d'altres persones es reconeguessin com "Art", el va portar a fundar el Words & Pictures Museum, que va funcionar com a museu físic del 1992 al 1999.

## Vida personal

###### Família
Té un fill que va tenir per gestació subrogada. Anteriorment va estar casat amb la model i actriu Julie Strain del 1995 al 2006. Es va casar amb l'actriu i productora Courtney Carr el 5 d'octubre de 2013. Vivien a San Diego amb el seu fill i els teckels.

###### Creences religioses
Va créixer en una família cristiana que anava a l'església. Es considera a la vegada "cristià" i "espiritual", dient que el que més aprecia és el missatge d'amor universal del cristianisme, que creu que comparteixen moltes altres religions.